# Braunstein (Gemeinde)
Braunstein war eine der kurzlebigen Kommunen, die sich im Zuge der Gebietsreform in Hessen gebildet haben.
Die damals zum Landkreis Marburg gehörenden Gemeinden Nordeck und Winnen fusionierten am 31. Dezember 1970 freiwillig zur neuen Gemeinde Braunstein mit knapp 1000 Einwohnern.
Am 1. Juli 1974 erfolgte die Umgliederung in den Landkreis Gießen.
Ein Zusammenschluss mit der Gemeinde Rabenau scheiterte aus formalen Gründen. Auch entschloss sich die im Oktober 1972 gewählte Gemeindevertretung gegen den Beitritt, sodass Braunstein am 1. Januar 1977 durch das Gesetz zur Neugliederung des Dillkreises, der Landkreise Gießen und Wetzlar und der Stadt Gießen in die Stadt Allendorf (Lumda) eingegliedert wurde, zu der die beiden Ortsteile noch heute gehören.
Das ehemalige Gemeindegebiet gehört geografisch zum Lumdatal.